# Enicospilus pescator
Enicospilus pescator là một loài tò vò trong họ Ichneumonidae.